# باشگاه فوتبال آنکاراگوچو
باشگاه فوتبال آنکاراگوجو (به ترکی استانبولی: MKE Ankaragücü) یک باشگاه حرفه‌ای فوتبال ترکیه‌ای است که در شهر آنکارا قرار دارد. رنگ پیراهن این تیم زرد و لاجورد است و ورزشگاه خانگی آن در ورزشگاه ۱۹ مه آنکارا (به ترکی استانبولی: Ankara 19 Mayıs Stadyumu) برگزار می‌شود. 
بهترین مقام کشوری این باشگاه قهرمانی در جام حذفی ترکیه در سال‌های ۱۹۷۲ و ۱۹۸۱ بوده‌است. این باشگاه همچنین دو بار قهرمان لیگ دسته دوم ترکیه شده‌است. تیم آماتورهای این باشگاه ۵ بار قهرمان لیگ فوتبال آنکارا شده‌است. 
این تیم همچنین در رشته‌های دوچرخه سواری، تکواندو و والیبال بانوان فعالیت می‌کند.